# Nealcidion trivittatum
Nealcidion trivittatum es una especie de escarabajo longicornio del género Nealcidion, tribu Acanthocinini, subfamilia Lamiinae. Fue descrita científicamente por Bates en 1863.

## Descripción
Mide 10,6 milímetros de longitud.

## Distribución
Se distribuye por Venezuela.